# Długopole Zdrój (gromada)
Długopole Zdrój (alt. Długopole-Zdrój) – dawna gromada, czyli najmniejsza jednostka podziału terytorialnego Polskiej Rzeczypospolitej Ludowej w latach 1954–1972.
Gromady, z gromadzkimi radami narodowymi (GRN) jako organami władzy najniższego stopnia na wsi, funkcjonowały od reformy reorganizującej administrację wiejską przeprowadzonej jesienią 1954 do momentu ich zniesienia z dniem 1 stycznia 1973, tym samym wypierając organizację gminną w latach 1954–1972.
Gromadę Długopole Zdrój z siedzibą GRN w Długopolu Zdroju utworzono – jako jedną z 8759 gromad na obszarze Polski – w powiecie bystrzyckim w woj. wrocławskim, na mocy uchwały nr 11/54 WRN we Wrocławiu z dnia 2 października 1954. W skład jednostki weszły obszary dotychczasowych gromad Długopole Dolne, Poniatów, Poręba, Rudawa, Wyszki i Ponikwa ze zniesionej gminy Długopole Zdrój w tymże powiecie. Dla gromady ustalono 16 członków gromadzkiej rady narodowej.
Gromada przetrwała do końca 1972 roku, czyli do kolejnej reformy gminnej.